# Kustanair
Le Kustanair (russe : Kustanaiskaya) est une race chevaline dont l'élevage débuta au Kazakhstan à l'époque de l'ex URSS, fin du XIXe et début du XXe siècle. Il est principalement utilisé pour la selle et le trait léger.

## Histoire
Le nom russe est Kustanaiskaya. Il est aussi nommé Kustanai.
Le Kustanair a été créé dans des fermes collectives et des fermes d'état situées dans les steppes de l'ouest du Kazakhstan, la plupart des chevaux étant localisés aux élevages de Kustanai et Maikulski. La race est développée de 1887 à 1951, date de sa reconnaissance officielle. Le cheval est issu de croisements d'absorption à partir de juments Kazakh natives des steppes, et des étalons Pur-sang, du Don, Kalmouk, Strelets et Orlov-Rostopchin. Les résultats de ces croisements ont été re-croisés avec les étalons cités. Les premiers croisements n'ont que peu de succès, mais une meilleure gestion de l'élevage et de la jumenterie, ainsi que l'apport de davantage de Pur-sangs dans les années 1920, permettent la naissance de la race. Les efforts se poursuivent dans les années 1930 avec une sélection sur le modèle qui aboutit à deux sous-types.

## Description
Il existe deux sous-types dans la race du Kustanair en fonction de l'utilisation qui en est faite. Le premier type, élevé en plaines, est un cheval de selle et le second, élevé dans les steppes et un peu plus charpenté, est utilisé pour le trait léger. La taille moyenne renseignée sur la base de données DAD-IS est de 1,60 m chez les femelles et 1,63 m chez les mâles.
La morphologie est légère mais dense, typique du cheval des steppes. La tête est petite, légère, de profil rectiligne. L'encolure est musclée, le garrot bien sorti. La poitrine est profonde. Le dos est plat et large, la croupe musclée et de taille moyenne. Les jambes sont longues et musclées, avec des articulations saines et des sabots durs.
La robe est le plus généralement baie, alezane, grise, noire ou rouanne. La race est réputée pour sa grande endurance. Certains Kustanairs sont plus typés Pur-sang que d'autres.
La longévité est excellente, de même que la fertilité.

## Utilisations
Ce cheval est principalement utilisé monté, notamment dans des pratiques sportives, et pour quelques travaux de trait léger.

## Diffusion de l’élevage
Il est classé comme race locale, propre au Nord-ouest du Kazakhstan. En 1980, environ 41 772 chevaux Kustanair sont comptabilisés, dont 2 922 de pure race. Par ailleurs, l'ouvrage Equine Science (4e édition de 2012) le classe parmi les races de chevaux de selle peu connues au niveau international.